# 長谷川直之
長谷川 直之（はせがわ なおゆき、1960年〈昭和35年〉4月20日 - ）は、日本の国土交通技官。第27代気象庁長官を務めた。

## 経歴
東京都出身。武蔵高等学校を経て、1983年、東京大学理学部地球物理学科を卒業。同年4月、気象庁入庁。
2020年10月1日、気象庁の組織改編に伴い新設された、専門家集団を代表して政府内で政策の調整に当たる「気象防災監」に就任。
2021年1月5日、気象庁長官に就任。

## 年表
基本的な出典
- 1983年04月：気象庁入庁
- 1985年04月：気象庁予報部数値予報課
- 1988年06月：世界気象機関事務局技術協力部
- 1990年06月：気象庁予報部数値予報課技術専門官
- 1993年04月：気象庁総務部企画課外事官
- 1996年
  - 04月：気象庁海洋気象部海洋課エルニーニョ監視センター調査官
  - 07月：気象庁気候・海洋気象部気候情報課エルニーニョ監視予報センター調査官
- 1998年04月：気象庁気候・海洋気象部エルニーニョ監視予報センター予報官
- 2001年01月：気象庁気候・海洋気象部気候情報課予報官
- 2002年
  - 04月：気象庁気候・海洋気象部気候情報課長補佐
  - 07月：国土交通省総合政策局環境・海洋課都市交通環境・エネルギー対策企画官
- 2004年05月：気象庁予報部業務課調査官
- 2005年04月：気象庁総務部企画課企画調整官
- 2008年04月：気象庁総務部企画課国際室長
- 2012年04月：気象庁予報部業務課長
- 2013年04月：気象庁総務部企画課長
- 2015年04月01日：仙台管区気象台長[5]
- 2016年04月01日：気象庁地球環境・海洋部長[6]
- 2017年04月01日：気象庁観測部長[7]
- 2019年04月01日：気象庁予報部長[8]
- 2020年10月01日：気象庁気象防災監[4]
- 2021年01月05日：気象庁長官[9][10][2]
- 2023年01月05日：辞職[11]